# Provelosaurus americanus
Provelosaurus americanus (лат.) — вид парейазавров из средней перми Бразилии. Изначально описан Арауджо в 1985 году под названием Pareiasaurus americanus. Родовое название Рrovelosaurus дано ему в 1997 году. Известен из местонахожений Acegua и Posto Queimado по двум черепам. Череп из второго местонахождения имеет в длину 17,2 см, что примерно на 40 процентов меньше длины черепа голотипа. Обитал этот парейазавр вместе с Tiarajudens eccentricus и Pampaphoneus biccai в промежуток времени, эквивалентный зоне Тапиноцефал.